# Demolition (videogioco)
Demolition, uscito anche come Demolition Construction Set su C64, è un videogioco del genere clone di Breakout pubblicato nel 1987 da Kingsoft GmbH per Commodore 64, Commodore 16 e Amiga.

## Modalità di gioco
Nonostante abbiano la stessa immagine di copertina, la versione per Commodore 64/Commodore 16 e la versione per Amiga sono giochi piuttosto diversi, a parte le ovvie caratteristiche comuni del filone di Breakout.
Su C64/C16 i livelli sono orientati in orizzontale ed è disponibile anche la modalità a due giocatori simultanei, in cooperazione, uno sul lato sinistro e uno sul lato destro con i blocchetti in comune al centro. La versione Demolition Construction Set per Commodore 64 aggiunge anche un editor di livelli.
Su Amiga l'orientamento è il classico verticale ed è supportato solo il giocatore singolo. Il gioco è in parte anche uno sparatutto, infatti la racchetta del giocatore può sparare a vari tipi di oggetti mobili, alcuni dei quali hanno la capacità di rigenerare i blocchetti distrutti.